# Nina Badrić
Nina Badrić (ur. 4 lipca 1972 w Zagrzebiu) – chorwacka piosenkarka i autorka tekstów, laureatka wielu prestiżowych nagród Porin, jedna z najbardziej szanowanych i najczęściej nagradzanych muzyków, której popularność rozprzestrzeniła się poza granicami Chorwacji.
W 2012 roku Badrić reprezentowała Chorwację w 57. Konkursie Piosenki Eurowizji organizowanego w Baku.

## Kariera muzyczna
W wieku 9 lat zaczęła śpiewać w chórze dziecięcym Stars, z którym podróżowała po całym świecie i nagrała kilka albumów przez co zdobyła bogate doświadczenie w śpiewie gospel.
Solową karierę zaczęła na początku lat 90., wykorzystując nagłą popularność muzyki tanecznej, ale jej repertuar stopniowo stał się bardziej powszechny. W 1993 roku wzięła udział w chorwackich eliminacjach eurowizyjnych Dora z utworem „Ostavljam te”, z którym zajęła siódme miejsce. Rok później ponownie zgłosiła się do udziału w selekcjach, tym razem z numerem „Godine nestvarne”, z którym zajęła dziesiąte miejsce w finale. 

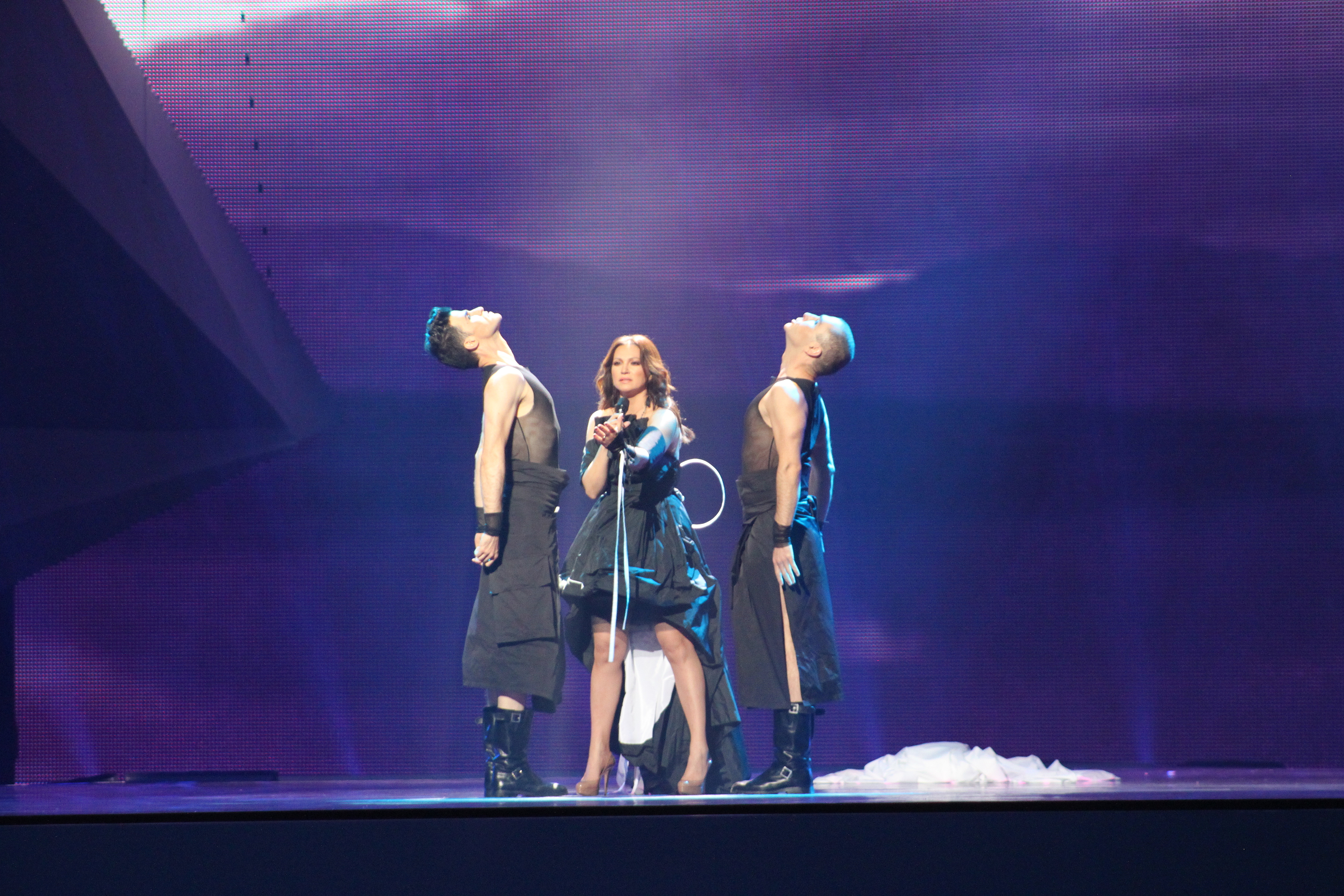
Nina Badrić podczas występu w 57. Konkursie Piosenki Eurowizji w 2012 roku

W 1995 roku wydała swoją debiutancką płytę zatytułowaną Godine nestvarne promowany m.in. przez singiel „Ja sam vlak” nagrany w duecie z Emiliją Kokic, która zapewnił piosenkarce komercyjny sukces. W tym samym roku ponownie uczestniczyła w krajowych eliminacjach eurowizyjnych, do których zgłosiła się z propozycją „Odlaziš zauvijek”. Piosenka zajęła 18. miejsce w finale selekcji. W 1997 roku premierę miał jej drugi album studyjny zatytułowany  Personality.
W 1999 roku ukazała się trzecia płyta długogrająca Badrić zatytułowana Unique, a rok później – albumy pt. Nina oraz Me. W 2003 roku piosenkarka po raz czwarty pojawiła się w stawce finałowej eliminacji Dora, tym razem z piosenką „Čarobno jutro”, z którą zajęła ostatecznie drugie miejsce. W tym samym roku wydała swoją piątą płytę studyjną zatytułowaną Ljubav, a także dwa albumy kompilacyjne zatytułowane Tko si ti oraz Collection, na których znalazły się najpopularniejsze utwory w dotychczasowej karierze artystki.
W 2005 roku Badrić wydała swój pierwszy album koncertowy zatytułowany Ljubav za ljubav, na którym znalazł się zapis dźwiękowy jej koncertu zagranego w lutym w Domie Sportowym w Zagrzebiu. Dwa lata później premierę miała jej szósta płyta długogrająca zatytułowana 07.
W 2012 roku została wewnętrznie wybrana przez krajową telewizję na reprezentantkę Chorwacji podczas 57. Konkursu Piosenki Eurowizji. 18 lutego w programie Dora 2012 - Idemo na Eurosong s Ninom zaprezentowano jej konkursową piosenkę – „Nebo”. 24 maja piosenkarka zaśpiewała ją w drugim półfinale konkursu i zajęła 12. miejsce w końcowej klasyfikacji, przez co nie zakwalifikowała się do finału. W tym samym roku ukazał się jej kolejny album studyjny zatytułowany Nebo.

## Życie prywatne
11 września 2006 roku w kameralnej atmosferze, w chorwackim mieście Bale, poślubiła swojego długoletniego partnera Bernarda Krasnića.

## Dyskografia
Albumy studyjne
- Godine nestvarne (1995)
- Personality (1997)
- Unique (1999)
- Nina (2000)
- Ljubav (2003)
- 07 (2007)
- NeBo (2011)

Albumy kompilacyjne
- Tko si ti (2003)
- Collection (2003)

Albumy koncertowe
- Ljubav za ljubav - Live (2005)